# United States Naval Test Pilot School
La United States Naval Test Pilot School (USNTPS), ubicada a l'Estació Aèronaval (NAS) Patuxent River a Patuxent River, Maryland, és una escola militar que ofereix instrucció a pilots de proves, enginyers de proves de vol i oficials de proves de vol experimentats de la Marina dels Estats Units, el Cos de Marines, l'Exèrcit, les Forces Aèries i estrangers.